# Molinos (Teruel)
Molinos é um município da Espanha na província de Teruel, comunidade autónoma de Aragão. Tem 79,7 km² de área e em 2021 tinha 238 habitantes (densidade: 3 hab./km²).

## Demografia
| Variação demográfica do município entre 1991 e 2004 | Variação demográfica do município entre 1991 e 2004 | Variação demográfica do município entre 1991 e 2004 | Variação demográfica do município entre 1991 e 2004 |
| --------------------------------------------------- | --------------------------------------------------- | --------------------------------------------------- | --------------------------------------------------- |
| 1991                                                | 1996                                                | 2001                                                | 2004                                                |
| 397                                                 | 359                                                 | 298                                                 | 313                                                 |